# McDonough
McDonough é uma cidade localizada no estado americano de Geórgia, no Condado de Henry.

## Demografia
Segundo o censo americano de 2000, a sua população era de 8493 habitantes.
Em 2006, foi estimada uma população de 16.853, um aumento de 8360 (98.4%).

## Geografia
De acordo com o United States Census Bureau tem uma área de 20,2 km², dos quais 20,1 km² cobertos por terra e 0,1 km² cobertos por água. McDonough localiza-se a aproximadamente 261 m acima do nível do mar.

## Localidades na vizinhança
O diagrama seguinte representa as localidades num raio de 20 km ao redor de McDonough.